# Jamaïque aux Jeux olympiques d'été de 1948
La participation de la Jamaïque aux Jeux olympiques d’été de 1948 est la 1re de son histoire olympique. En dépit d’une modeste délégation de 13 athlètes (comprenant 9 femmes) et qui concourent dans 3 sports seulement, les Jamaïcains décrochent 3 médailles obtenues toutes les trois en Athlétisme. La plus prestigieuse d’entre elles étant conquise par Arthur Wint, vainqueur du 400 m et médaillé d'argent également sur 800 m. Un exploit qui permet à la Jamaïque d’intégrer le tableau des médailles, en 20e position.

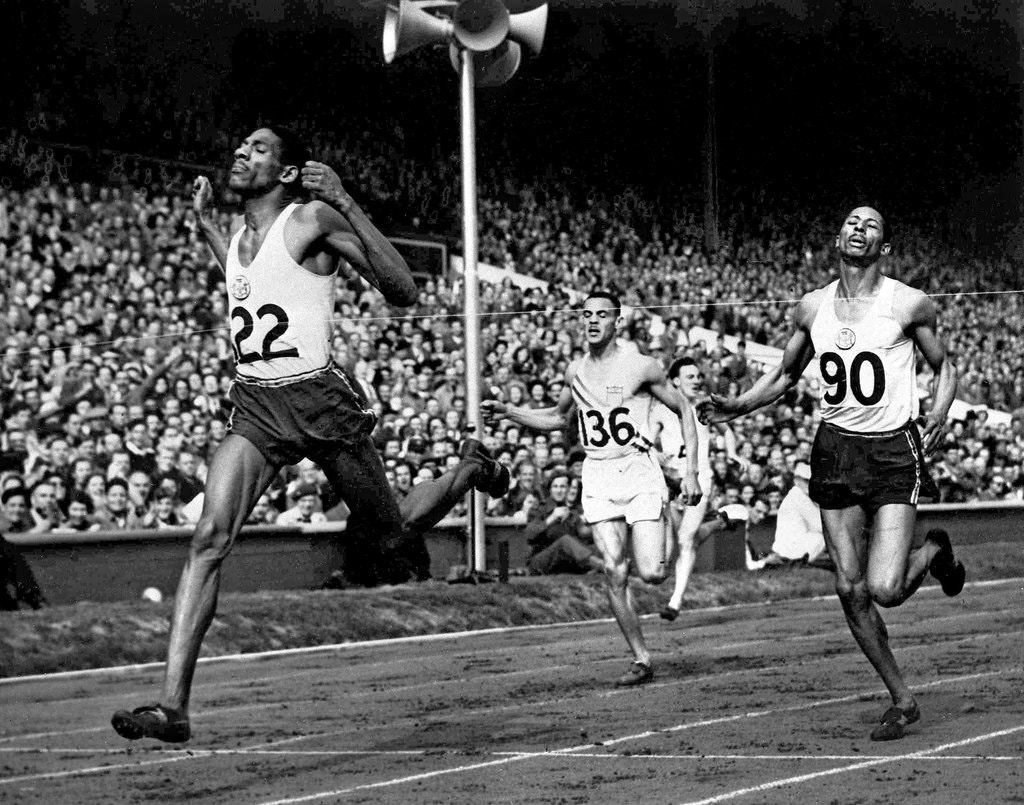
Doublé jamaïcain sur 400 m : Arthur Wint champion olympique précédant son compatriote Herb McKenley.

## Tous les médaillés
| Médaille                           | Nom           | Sport      | Compétition |
| ---------------------------------- | ------------- | ---------- | ----------- |
| Médaille d'or, Jeux olympiques     | Arthur Wint   | Athlétisme | 400 m       |
| Médaille d'argent, Jeux olympiques | Herb McKenley | Athlétisme | 400 m       |
| Médaille d'argent, Jeux olympiques | Arthur Wint   | Athlétisme | 800 m       |

-